# Skalský tunel
Skalský tunel je železniční tunel na katastrálním území obce Sudoměř na regionální železniční trati Mladá Boleslav – Mělník mezi dopravnami Skalsko a Katusice v km 0,669–0,750.

## Historie
Koncese byla udělena 19. února 1904 k výstavbě trati ze stanice Sudoměř-Skalsko přes Mladou Boleslav a Dolní Bousov do Staré Paky. Výstavbu trati provedla Místní dráha Sudoměř - Skalsko - Stará Paka. Do provozu byla uvedena  24. září 1906. Na trati byl postaven jeden tunel v období 1904–1905.

## Popis
Jednokolejný tunel byl postaven na železniční trati Mladá Boleslav – Mělník mezi stanicemi Skalsko a Katusice v oblouku a se sklonem 23 ‰. Byl ražen v pískovcovém ostrohu nad Skalským potokem. Je v první části zpevněn opracovanými pískovcovými kvádry, v další části je betonové žebrování a v závěru je technicky upravená pískovcová skála. Tunel leží v nadmořské výšce 245 m a měří 80,96 m.

## Okolí
- Tunel prochází přírodní památkou Zadní Hrádek.
- Kulturní památka Hrádek u Sudoměře pozůstatky pravěkého a středověkého hradiště.[6]
- Kulturní památka zámek Skalsko.[7]